# Gobiosoma hildebrandi
Gobiosoma hildebrandi är en fiskart som först beskrevs av Ginsburg, 1939.  Gobiosoma hildebrandi ingår i släktet Gobiosoma och familjen smörbultsfiskar. Inga underarter finns listade i Catalogue of Life.